# Герб Ізраїлю

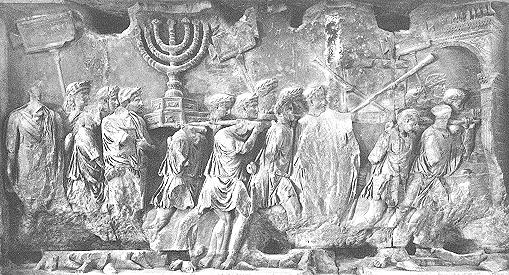
Фрагмент арки Тіта

Герб Ізраїлю — державний символ Ізраїлю, проголошений 10 лютого 1949, а через 9 місяців прийнятий і з'являвся в офіційних документах, на президентському штандарті і приватних будинках. Герб був прийнятий в результаті конкурсу, проведеного в 1948 році, на основі проєкту вихідців з Латвії, братів Гавриїла і Максима Шамірів, який переміг. Окремі елементи були взяті з проєктів інших учасників конкурсу.

## Опис
Герб являє собою зображення менори (семисвічника), яка стояла в Єрусалимському храмі і є символом юдаїзму вже майже 3000 років. Семисвічник обрамлений маслиновими гілками, які символізують мир; під основою менори напис івр. ישראל — «Ізраїль». Фон герба завжди синій, тоді як зображення менори і оливкових гілок може бути білого (як на президентському прапорі) чи золотого кольору (в більшості інших місць, наприклад на обкладинці ізраїльського паспорта).
На арці Тіта, присвяченій завоюванню Юдеї і розміщеній в Римі на імператорських форумах є зображення полонених юдеїв, які несуть менору (ймовірно з Другого Єрусалимського храму).